# Eduard Klug (Politiker)
Eduard Klug (* 30. September 1878 in Mömlingen; † 5. Oktober 1946 in Amberg) war ein deutscher Kommunalpolitiker der Bayerischen Volkspartei (BVP) und Oberbürgermeister der Stadt Amberg.

## Leben
Der Jurist Eduard Klug stand über 25 Jahre in Diensten der Stadt Amberg. Nach dem Studium war er in den Verwaltungsdienst des Königreichs Bayern eingetreten. Er wurde 1907 zum rechtskundigen Magistratsrat und 1913 zum rechtskundigen Bürgermeister der Stadt Amberg gewählt. Ab 1914 war Eduard Klug Kriegsteilnehmer am Ersten Weltkrieg. Nach längerer französischer Kriegsgefangenschaft wurde er 1920 vom Stadtrat wieder als berufsmäßiger Erster Bürgermeister gewählt. Während der Amtszeit von Dr. Eduard Klug war ab 1923 das Rathaus umgebaut worden und mit dem Kriegerdenkmal versehen worden. Am Rathaus wurde unter der Ägide von Dr. Klug 1924 auf der Marktplatzseite ein Sandsteinrelief mit Figuren für die Berufe Bäuerin, Bauer, Bergmann, Fabrikherr, Eisenhüttenarbeiter sowie der Inschrift "Umgebaut im Jahr 1924 als der erste Zeppelin nach Amerika flog." angebracht. Außerdem war die Fußgängerunterführung unter den Bahngleisen vom Bahnhof Amberg zur Ruoffstraße gebaut worden. Im Juli 1923 ließ Eduard Klug das Goldene Buch der Stadt Amberg für die Eintragungen hoher Gäste anlegen.
Ab 1924 amtierte er als Oberbürgermeister der Stadt Amberg. Die Nationalsozialisten zwangsbeurlaubten ihn am 22. März 1933 ohne Rechtsgrundlage und zwangsversetzten ihn ab dem 3. August 1933 in den Ruhestand. In der Folgezeit hielt er sich auch in München auf. Am 17. Juni 1946 wurde Eduard Klug vom ersten nach Diktatur und Krieg demokratisch gewählten Stadtrat zum Oberbürgermeister gewählt und war nochmals für einige Monate im Amt. Sein Nachfolger war Michael Lotter.
Seit 1898 war er Mitglied der katholischen Studentenverbindung KDStV Markomannia Würzburg im CV. Später wurde er noch Mitglied der KDStV Thuringia Würzburg im CV.

## Nachleben
Von der Stadt Amberg wurde ihm zu Ehren beim Wagrain die Dr.-Klug-Straße benannt.